# 텔레그램
텔레그램(영어: Telegram) 또는 텔레그램 메신저(Telegram Messenger)는 클라우드 기반의 크로스 플랫폼 소셜 미디어이자 인스턴트 메신저 (IM) 서비스이다. 2013년 8월 14일 iOS용으로, 2013년 10월 20일 안드로이드용으로 처음 출시되었다. 사용자는 메시지를 교환하고, 미디어 및 파일을 공유하고, 개인 및 그룹 음성 또는 화상 통화와 공개 라이브 스트림을 할 수 있다. 안드로이드, iOS, 윈도우, macOS, 리눅스, 웹 브라우저에서 사용할 수 있다. 텔레그램은 음성 및 화상 통화에서 단대단 암호화를 제공하며, 선택적으로는 두 참가자가 모바일 장치를 사용하는 경우 개인 채팅에서도 가능하다.
텔레그램은 또한 소셜 네트워킹 기능도 가지고 있어, 사용자들이 스토리를 게시하고, 최대 20만 명의 회원을 가진 대규모 공개 그룹을 만들거나, 소위 채널에서 무제한의 시청자에게 단방향 업데이트를 공유할 수 있게 한다.
텔레그램은 2013년 니콜라이 두로프와 파벨 두로프 형제가 설립했다. 서버는 여러 데이터 센터와 함께 전 세계에 분산되어 있으며, 본사는 두바이, 아랍에미리트에 있다. 텔레그램은 유럽, 아시아, 아프리카 일부 지역에서 가장 인기 있는 인스턴트 메시징 애플리케이션이다. 2021년 1월에는 전 세계에서 가장 많이 다운로드된 앱이었고, 2021년 8월 말 기준 전 세계적으로 10억 다운로드를 기록했다. 2024년 현재 텔레그램에 등록하려면 휴대폰 번호와 스마트폰 또는 2022년 12월에 발행된 제한된 수의 대체 불가능 토큰(NFT) 중 하나가 필요하다.
March 2025년 기준 텔레그램은 월간 활성 사용자 수가 10억 명을 넘어섰으며, 인도가 가장 많은 사용자를 보유한 국가이다.

## 역사

### 개발
텔레그램은 2013년 니콜라이 두로프와 파벨 두로프 형제에 의해 설립되었다. 이전에 이들은 러시아 소셜 네트워크인 VK를 설립했으며, 2014년 정부에 인수되었다고 밝히며 회사를 떠났다. 파벨은 정부의 압력에 저항한 후 VK의 남은 지분을 매각하고 러시아를 떠났다. 니콜라이는 메신저의 기반이 되는 MTProto 프로토콜을 만들었고, 파벨은 그의 디지털 포트리스 기금을 통해 재정적 지원과 인프라를 제공했다. 텔레그램 메신저는 최종 목표가 이윤 추구가 아니라고 밝히고 있지만, 비영리 단체로 구성되어 있지는 않다.
텔레그램은 영국령 버진아일랜드에 회사로 등록되어 있으며 두바이에 LLC로 등록되어 있다. 텔레그램은 "팀을 불필요한 영향으로부터 보호"하고 정부의 데이터 요청으로부터 사용자를 보호하기 위해 사무실을 임대하는 장소나 임대에 사용하는 법인을 공개하지 않고 있다. 파벨 두로프는 2014년에 러시아를 떠난 후, 15명의 핵심 멤버로 구성된 소수의 컴퓨터 프로그래머들과 함께 여러 나라를 이동하며 살았다고 한다.
VK의 전 직원은 텔레그램이 상트페테르부르크에 직원을 두고 있다고 말했지만, 파벨은 텔레그램 팀이 2014년 독일, 베를린에 본사를 두었다고 말했다. 하지만 팀원 모두의 독일 거주 허가를 받지 못해 2015년 초에 다른 관할 지역으로 이전했다. 2017년부터 이 회사는 두바이에 본사를 두고 있다. 데이터 센터는 정부의 소환장 준수를 피하기 위해 다양한 관할 지역에 있는 페이퍼 컴퍼니의 복잡한 기업 구조에 분산되어 있다. 회사는 이것이 "종단간 암호화에 포함되지 않는 데이터를 보호하기 위해" 수행된다고 말한다. 텔레그램의 FAQ 페이지는 채팅 및 그룹 채팅에서 불법 콘텐츠와 관련된 어떤 요청도 처리하지 않으며, "현재까지 사용자 메시지의 0바이트를 정부를 포함한 제3자에게 공개했다"고 명시한다. 그러나 파벨에 따르면, 텔레그램은 2024년 1분기부터 3분기까지 브라질 정부로부터 203건의 법적 요청에 대한 데이터를 공개했으며, 같은 기간 동안 가장 큰 시장인 인도로부터 총 6,992건의 법적 요청에 대한 데이터를 공개했다. 사용자는 공식 투명성 봇을 사용하여 텔레그램이 자국으로부터 처리한 법적 요청이 몇 건인지 확인할 수 있다.

### 사용
2013년 10월 텔레그램은 일일 활성 사용자 수가 10만 명이라고 발표했다.
2014년 3월 24일, 텔레그램은 월간 사용자 3,500만 명과 일일 활성 사용자 1,500만 명에 도달했으며, 30일 동안 80억 개의 메시지를 수신했다고 발표했다. 2014년 10월, 대한민국 정부의 감시 계획으로 인해 많은 시민들이 한국 앱인 카카오톡에서 텔레그램으로 전환했다. 2014년 12월, 텔레그램은 5천만 명의 활성 사용자를 보유하고 있으며, 하루 10억 개의 메시지를 생성하고 매주 100만 명의 신규 사용자가 서비스에 가입하고 있다고 발표했다. 5개월 만에 트래픽이 두 배로 증가하여 하루 20억 개의 메시지를 기록했다. 2015년 9월, 텔레그램은 앱 활성 사용자 수가 6천만 명이며, 하루 120억 개의 메시지를 전송한다고 발표했다.
2016년 2월, 텔레그램은 월간 활성 사용자 1억 명을 달성했으며, 매일 35만 명의 신규 사용자가 가입하여 하루 150억 개의 메시지를 전송한다고 발표했다. 2017년 12월, 텔레그램은 월간 활성 사용자 수가 1억 8천만 명에 달했다. 2018년 3월에는 그 수가 두 배로 증가하여 텔레그램의 월간 활성 사용자 수가 2억 명에 달했다.
2019년 3월 14일, 파벨은 "지난 24시간 동안 텔레그램에 300만 명의 신규 사용자가 가입했다"고 말했다. 그는 이러한 신규 가입자 급증의 원인을 구체적으로 밝히지는 않았지만, 이 기간은 페이스북과 인스타그램을 포함한 그 계열 앱들이 장기간 기술적 장애를 겪었던 시기와 일치했다. 미국 증권거래위원회에 따르면, 2019년 10월 현재 텔레그램의 월간 활성 사용자 수는 전 세계적으로 3억 명이었다.
2020년 4월 24일, 텔레그램은 월간 활성 사용자 4억 명에 도달했다고 발표했다.
2021년 1월 8일, 파벨은 블로그 게시물을 통해 텔레그램의 월간 활성 사용자 수가 "약 5억 명"에 도달했다고 발표했다. 8월에는 테크크런치가 인도가 텔레그램의 가장 큰 시장이며, 전체 설치량의 22%가 이 지역에서 발생했다고 보도했다. 텔레그램은 2021년 10월 5일 페이스북 및 그 계열사들에 영향을 미친 서비스 중단의 결과로 7천만 명 이상의 신규 사용자를 확보했다.
2022년 6월 19일, 텔레그램은 월간 활성 사용자 수가 7억 명에 도달했다고 발표했다.
2023년 7월, 텔레그램은 월간 활성 사용자 수가 8억 명을 넘어섰고, 2024년 3월에는 9억 명에 도달했으며 2024년 7월에는 9억 5천만 명에 이르렀다. 2025년 3월, 파벨 두로프는 텔레그램의 월간 활성 사용자 수가 10억 명을 넘어섰다고 발표했다.

## 기능

### 메시징

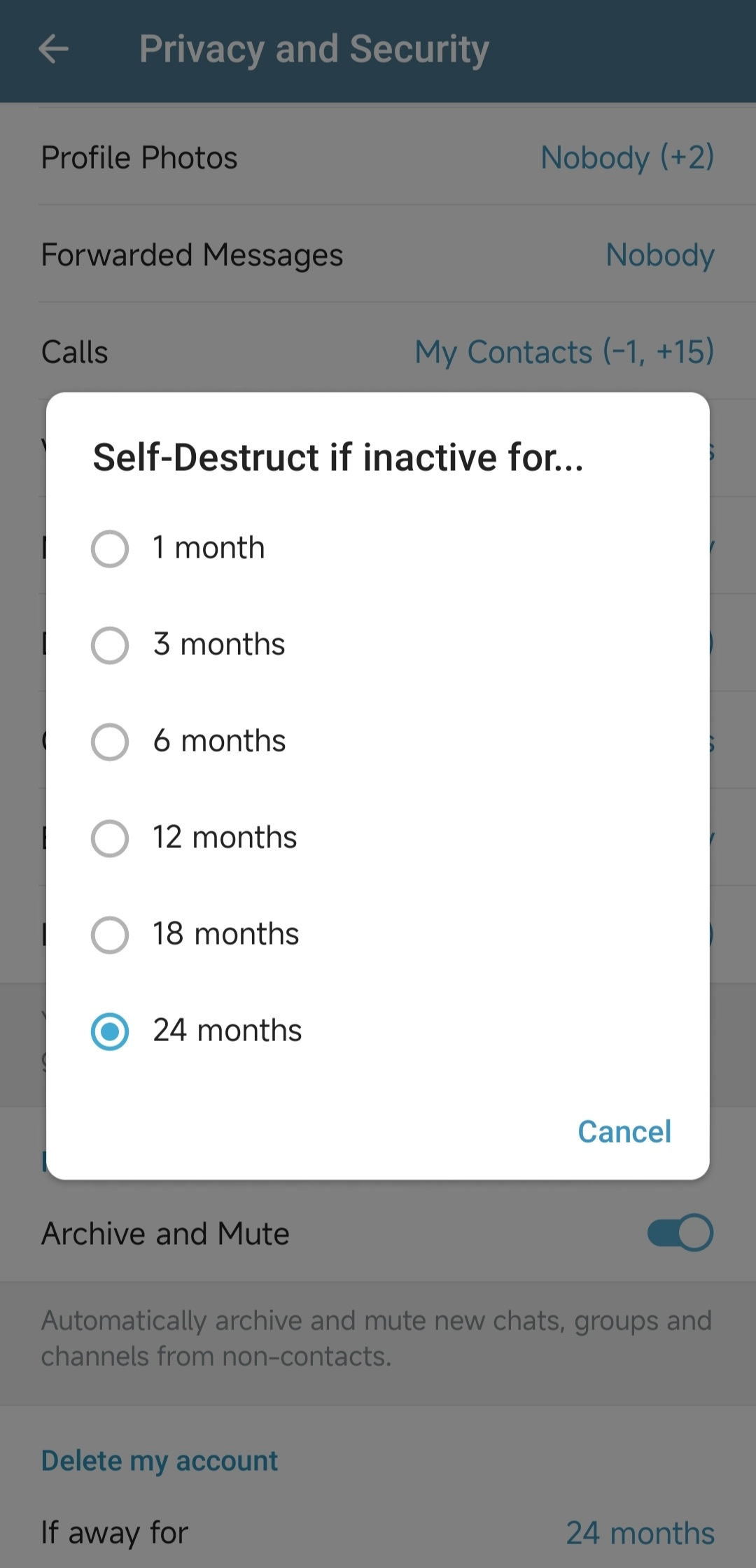
계정 자폭 옵션.

텔레그램을 사용하려면 전화 번호나 프래그먼트 블록체인 플랫폼에서 구매한 익명의 +888 번호로 가입해야 한다. 앱에서 전화번호를 변경하면 데이터 내보내기나 연락처에 알림 없이 사용자 계정이 해당 번호로 자동 재할당된다. 전화번호는 기본적으로 숨겨져 있으며, 사용자의 연락처만 볼 수 있다. 가입은 안드로이드 또는 iOS 장치를 통해서만 가능하다.
가입 시 사용자가 보내고 받은 메시지는 기기가 아닌 전화번호와 사용자 지정 사용자 이름에 연결된다. 특정 기기에만 있는 비밀 채팅을 제외한 모든 텔레그램 콘텐츠는 클라우드 스토리지를 통해 사용자의 로그인된 기기 간에 자동으로 동기화된다. 기본적으로 6개월 동안 활동이 없는 계정은 자동으로 삭제되지만, 설정 메뉴를 통해 이 기간을 18개월까지 단축하거나 연장할 수 있다. 텔레그램은 소셜 미디어나 위키백과 페이지가 확인된 그룹, 봇 및 채널을 인증할 수 있지만, 개별 사용자 계정은 인증하지 않는다.
메시지는 서식 있는 텍스트, 미디어, 최대 2GB(프리미엄은 4GB) 파일, 위치, 그리고 앱 내에서 녹음된 오디오 또는 비디오 메시지를 포함할 수 있다. 개인 채팅의 텔레그램 메시지는 전송 후 48시간 이내에 편집할 수 있으며, 변경 사항을 반영하기 위해 "편집됨" 아이콘이 나타나고 양쪽 모두에서 흔적 없이 삭제할 수 있다. 사용자는 자신과 다른 참가자 모두를 위해 메시지와 전체 채팅을 삭제할 수 있다. 채팅은 텔레그램의 데스크톱 클라이언트를 통해 내보내 보존할 수 있지만, 저장된 데이터는 사용자 계정으로 다시 가져올 수 없다.
사용자는 데이터 이동성 덕분에 WhatsApp, 라인, 카카오톡에서 메시지와 미디어를 포함한 채팅 기록을 가져올 수 있다. 이는 메시지를 보관할 새 채팅을 만들거나 기존 채팅에 추가하는 방식으로 가능하다.
사용자는 여러 장치에 동시에 로그인할 수 있으므로, 한 장치에서 메시지를 입력하기 시작하면 다른 장치와 동기화되는 "클라우드 초안"이 생성되어, 예를 들어 휴대폰에서 입력을 시작하고 노트북에서 마칠 수 있다.
모든 채팅의 메시지는 컨텍스트 메뉴를 열어 번역할 수 있다. 프리미엄 사용자는 한 번의 클릭으로 전체 채팅을 번역할 수 있는 옵션이 있다. 사용자는 특정 언어로 작성된 메시지의 번역 버튼을 숨길 수 있다.
반응은 메시지에 이모지로 응답하는 데 사용할 수 있으며, 프리미엄 사용자는 더 많은 반응 선택권과 메시지당 더 많은 반응을 남길 수 있다. 반응은 개인 채팅에서 항상 켜져 있으며, 관리자가 그룹 및 채널에서 특정 반응을 허용하거나 제외할 수 있다. 반응 이모지는 전송될 때 특수 효과와 함께 애니메이션을 재생한다.
사용자는 정적, 애니메이션 또는 비디오 형태의 스티커를 보낼 수도 있다. 스티커 팩은 텔레그램 디자이너와 일반 사용자가 만들 수 있으며 링크를 통해 공유할 수 있다. 스티커는 WebP 또는 WebM 형식을 사용하며, 생성하거나 업로드하는 데 특별한 소프트웨어가 필요하지 않다. 일부 스티커는 처음 전송되거나 탭할 때 전체 화면 효과를 재생한다.
사용자는 특정 시간이나 대화 상대가 온라인 상태가 될 때 메시지를 보내도록 예약할 수 있으며, 알림 없이 "소리 없이" 메시지를 보낼 수도 있다. 개인 채팅의 메시지는 전달할 수 있으며, 원본 발신자의 신원을 숨기거나 미디어 메시지의 캡션을 숨기는 옵션이 있다. 전달된 메시지는 회신 형식도 유지하여 스레드에서 어떤 메시지가 다른 메시지에 회신하는지 보여줄 수 있다. 모든 사용자는 특별한 "저장된 메시지" 채팅으로 메시지를 보내 북마크 형태로 사용할 수도 있다. 채팅 내용은 사용자에게만 보인다.
채팅은 "읽지 않음" 및 "음소거"와 같은 사전 설정 옵션이나 "업무" 및 "가족"과 같은 사용자 정의 구분을 사용하여 폴더로 정렬할 수 있다. 프리미엄 사용자는 어떤 채팅 폴더든 앱의 기본 화면으로 설정할 수 있지만, 일반 사용자는 앱을 처음 열 때 항상 전체 채팅 목록을 보게 된다.

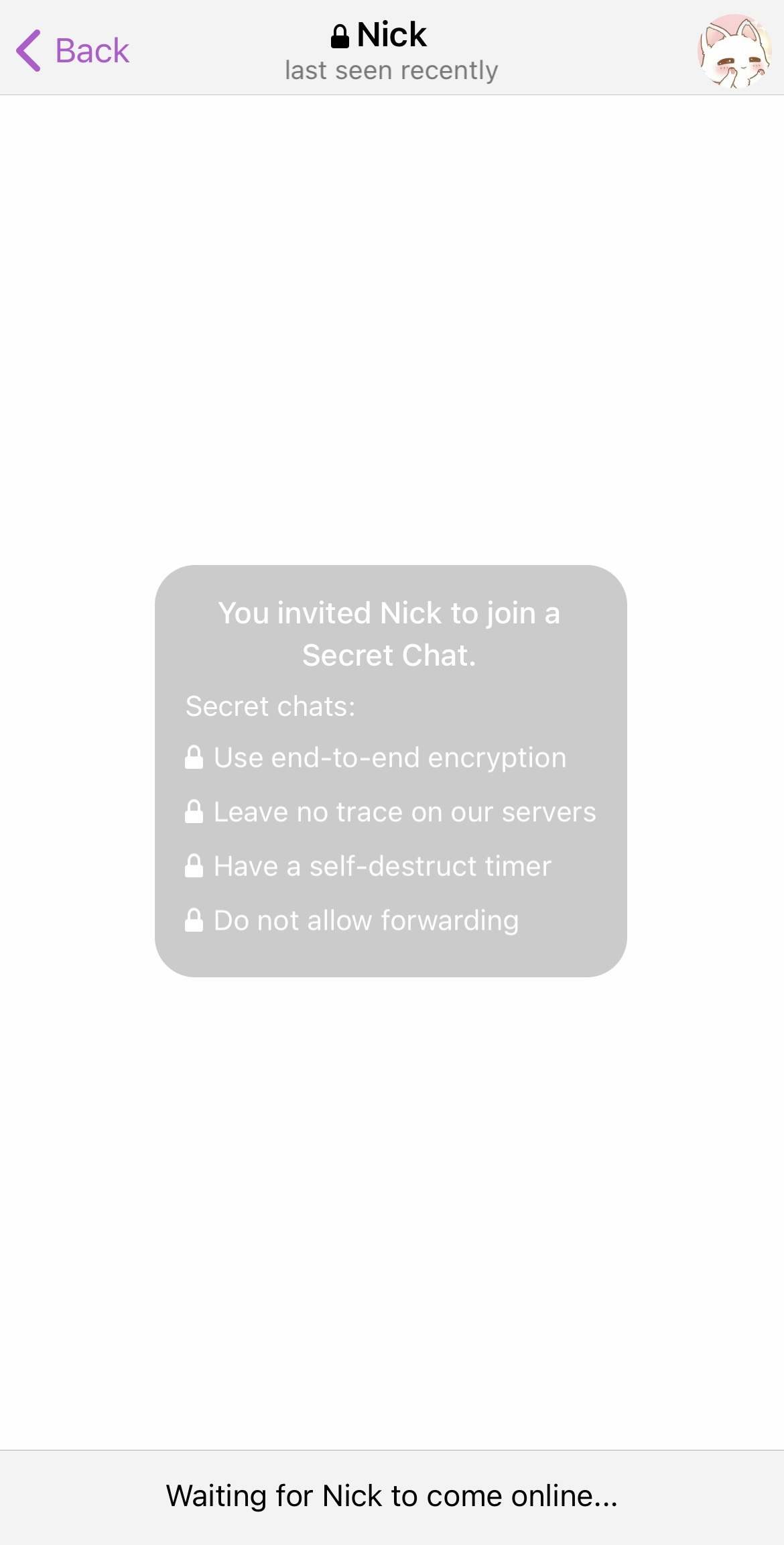
iOS 16에서 가져온 "비밀 채팅" 확인 알림 스크린샷

사용자는 일대일, 단대단 암호화 "비밀 채팅"을 시작할 수 있으며, 이는 시작된 기기에서만 접근 가능하며 로그아웃 시 자동으로 파괴된다. 비밀 채팅은 안드로이드 기기에서 스크린샷을 찍는 것을 제한하고 iOS 기기에서 찍을 경우 경고를 표시하며, 최종 이미지에서 채팅 내용을 숨긴다. 비밀 채팅은 완벽 전방향 비밀성을 지원하며, 키가 100회 사용되거나 일주일이 지나면 암호화 키를 변경한다. 비밀 채팅은 안드로이드, iOS, macOS 클라이언트에서만 사용 가능하다.
비밀 채팅과 일반 채팅 모두에서 메시지는 읽은 후 자동 파괴될 수 있으며, 사용자가 설정한 기간(1일부터 1년까지)이 지나면 모든 당사자에게서 사라진다.

### 그룹 및 채널
텔레그램 사용자는 그룹과 채널을 만들고 가입할 수 있다. 그룹은 최대 20만 명의 회원을 지원하는 대규모 다중 사용자 채팅으로, 공개 또는 비공개로 설정할 수 있다. 사용자는 공개 채팅에 자유롭게 참여하고 앱 내 검색 기능을 사용하여 찾을 수 있지만, 비공개 채팅은 초대가 필요하다. 그룹은 유연한 관리자 권한을 지원하며, 스팸 및 원치 않는 활동을 방지하기 위해 중재를 위한 봇을 사용할 수 있다. 그룹은 주제별로 나눌 수 있으며, 각 주제에 대한 별도의 설정을 가진 하위 그룹을 효과적으로 만들 수 있다.
관리자는 그룹 내 회원 목록을 숨길 수 있을 뿐만 아니라 익명으로 게시물을 올릴 수도 있다. 마찬가지로, 그룹과 채널은 콘텐츠 보호를 활성화하여 스크린샷, 전달, 미디어 다운로드를 방지할 수 있다. 채널 및 그룹의 소유권은 소유자가 권리를 포기하고자 하는 경우 관리자 중 한 명에게 양도될 수 있다.
그룹은 스레드형 답글을 지원하며, 메시지에서 컨텍스트 메뉴를 불러오면 해당 메시지와 스레드의 후속 메시지에 대한 답글 스레드를 볼 수 있는 화면이 열린다. 특정 사용자는 메시지에 @username을 추가하여 그룹에서 태그할 수 있다. 여기서 "username"은 해당 사용자의 사용자 이름이다.
그룹과 채널은 또한 투표를 지원하는데, 이는 공개 또는 익명으로 진행될 수 있으며 여러 선택지를 지원할 수 있다. 투표가 전달될 때, 답변 데이터는 유지되며 다른 채팅에서 투표된 모든 표는 전체 합계에 포함된다.
채널은 채널 소유자나 관리자가 콘텐츠를 게시하고 팔로워는 댓글이 활성화된 경우 읽고 반응하고 댓글만 달 수 있는 단방향 피드이다. 채널은 무제한의 구독자에게 메시지를 방송하기 위해 생성될 수 있다. 채널을 구독하는 사람들의 목록은 관리자만 볼 수 있다. 채널에 게시하는 것은 익명으로 가능하지만, 관리자는 게시물에 서명을 추가할 수 있다. 채널은 조회수, 사용자 증가 및 상호 작용에 대한 자세한 통계를 제공하며, 이 또한 관리자에게만 보인다.
채널 소유자는 텔레그램을 사용하여 특정 기준에 따라 구독자에게 텔레그램 프리미엄 구독과 같은 상품을 무작위로 수여하는 경품 행사를 만들 수 있다. 텔레그램 프리미엄 구독자는 채널에 "부스트"를 부여할 수 있으며, 이를 통해 채널은 "레벨 업"하고 메시지를 사용자 정의하거나 채널로서 스토리를 게시하는 기능과 같은 기능을 잠금 해제할 수 있다.
2019년 12월, 블룸버그 뉴스는 대량 및 자동 메시징을 금지한 WhatsApp에서 텔레그램으로 메신저 기반 뉴스레터 서비스를 옮겼다. 플랫폼의 공식 채널을 가진 다른 뉴스 서비스로는 파이낸셜 타임스, 비즈니스 인사이더 및 뉴욕 타임스가 있다.
채널은 정부와 국가 원수들도 사용했다. 주목할 만한 예시로는 볼로디미르 젤렌스키와 에마뉘엘 마크롱이 있다. 채널은 억압적인 정권의 언론인들이 독립적인 뉴스 네트워크를 구축하는 데 사용되기도 했다.

### 텔레그램 미니 앱
텔레그램은 또한 다양한 작업을 수행하거나 다른 서비스를 텔레그램 채팅에 통합하거나 미니 앱 또는 게임으로 작동할 수 있는 맞춤형 봇 생성을 위한 공개 API를 제공한다. 대부분은 8XR 게임 엔진에서 작동한다. 2024년 7월, 텔레그램 미니 앱은 월간 활성 사용자 5억 명에 도달했다.

### 영상 및 음성 통화
2017년부터 텔레그램 사용자들은 개인 채팅에서 일대일 통화를 시작할 수 있게 되었다. 통화는 단대단 암호화되며 P2P 연결을 우선시한다. 영상 통화는 2020년 8월에 도입되었다. 텔레그램에 따르면, 신경망이 통화에 대한 다양한 기술적 매개변수를 학습하여 미래 사용 시 더 나은 서비스 품질을 제공하기 위해 작동하고 있다.
텔레그램은 2020년 12월에 그룹 음성 채팅을 추가했고 2021년 6월에는 그룹 영상 채팅을 추가했다. 그룹 음성 및 영상 채팅은 화면 속 화면 영상, 화면 공유, 통화 녹화, 노이즈 억제 및 선택적 음소거를 지원한다. 채널에서는 라이브 스트림을 시작할 수 있으며, 이는 OBS 스튜디오 및 XSplit과 같은 타사 앱과 통합할 수 있다.
그룹 음성 채팅이 시작되면 관리자가 명시적으로 닫을 때까지 모든 그룹 구성원에게 활성화되어 열려 있는 상태로 유지된다.
2025년 4월, 텔레그램은 블록체인과 유사한 암호화 기술을 사용하여 단대단 암호화를 지원하는 보안 그룹 통화를 출시했다. 그룹 통화는 최대 200명의 참가자를 수용할 수 있으며 음성/영상 통화 및 화면 공유를 제공한다.

### 개인 정보 보호 및 보안 기능
기본적으로 텔레그램에 로그인하려면 등록된 번호로 SMS 메시지를 받거나 다른 장치의 활성 세션으로 코드 메시지를 받아야 한다. 사용자는 2단계 인증 비밀번호를 설정하고 복구 이메일을 추가할 수 있다. 2022년 말에는 애플로 로그인 및 구글로 로그인 또는 이메일 주소로 로그인하는 옵션이 추가되었다. 새 장치가 사용자 계정에 성공적으로 로그인할 때마다 특별한 서비스 알림이 전송되고 다른 장치의 채팅 목록에 로그인 알림이 표시된다.
설정의 개인정보 및 보안 하위 메뉴에서 사용자는 자신의 "마지막 접속 시간" 상태를 숨길 수 있으며, 이는 사용자가 텔레그램 앱을 마지막으로 열었던 시간을 반영한다. 상태를 숨기면 사용자가 온라인 상태였던 정확한 시간이 불분명해지고 다른 사람들의 상태도 각각 숨겨진다. 마찬가지로, 사용자는 연락처가 아닌 사람들과 같은 범주를 기준으로 또는 예외를 추가하여 자신의 전화번호와 프로필 사진을 숨길 수 있다. 사용자가 프로필 사진을 숨기기로 선택하면, 대신 표시될 대체 "공개 프로필 사진"을 설정하는 옵션이 있다.
같은 메뉴에서 사용자는 자신에게 전화하거나 그룹 및 채널로 초대할 수 있는 사람들의 범위를 제한할 수 있으며, 프리미엄 사용자는 자신에게 음성 메시지를 보낼 수 있는 사람을 제한하는 옵션도 있다.
장치 하위 메뉴는 사용자의 계정에 있는 모든 활성 장치를 보여주고 해당 장치에서 원격으로 로그아웃할 수 있도록 한다.

### 데이터 및 저장 설정
텔레그램 클라이언트는 WiFi 및 모바일 데이터 모두에 대해 미디어 자동 재생 및 자동 다운로드를 끌 수 있으며, 미디어 유형 및 크기에 따라 조정할 수 있다. 자동 다운로드 설정은 그룹, 채널 또는 비공개와 같은 채팅 유형에 따라 적용될 수도 있다.
캐시 설정은 특정 크기에 도달하거나 특정 시간이 지나면 캐시를 자동으로 지우도록 변경할 수 있다. 인터페이스는 사용자에게 저장 공간 사용량에 대한 시각적 표현을 보여주고, 특정 항목을 지우기 위해 캐시된 미디어를 크기별로 정렬할 수 있게 한다.

### 봇
2015년 6월, 텔레그램은 제3자 개발자들이 봇을 만들 수 있는 플랫폼을 출시했다. 봇은 프로그램에 의해 운영되는 텔레그램 계정이다. 봇은 메시지나 멘션에 직접 응답할 수 있거나 그룹에 초대될 수 있으며, 작업을 수행하고 다른 프로그램과 통합하며 미니 앱을 호스팅할 수 있다. 봇은 신용 카드 또는 Apple Pay로 온라인 결제를 수락할 수 있다. 네덜란드 웹사이트인 트위커스(Tweakers)는 초대된 봇이 나중에 봇 컨트롤러가 접근 설정을 조용히 변경할 경우 모든 그룹 메시지를 잠재적으로 읽을 수 있다고 보도했다. 텔레그램은 관련 그룹 내에서 이러한 상태 변경을 알리는 기능을 구현하는 것을 고려하고 있다고 지적했다.
어떤 채팅 화면에서도 사용할 수 있는 인라인 봇도 있다. 인라인 봇을 활성화하려면 메시지 필드에 봇의 사용자 이름과 쿼리를 입력해야 한다. 그러면 봇이 콘텐츠를 제공한다. 사용자는 그 콘텐츠 중에서 선택하여 채팅 내에서 보낼 수 있다. 특정 승인된 봇은 첨부 파일 메뉴에도 통합될 수 있어 어떤 채팅에서도 접근할 수 있다.
봇은 Paymentwall, Yandex.Money, 스트라이프, Ravepay, Razorpay, QiWi, 그리고 구글 페이와 같은 타사 서비스를 통해 신용카드 정보를 처리하여 다양한 국가에서 결제를 받을 수 있다. 봇은 텔레그램의 게임 플랫폼을 지원하며, HTML5를 사용하여 일반 웹페이지처럼 필요할 때 게임을 온디맨드로 로드한다. 게임은 아이폰 4 및 이후 버전, 안드로이드 4.4 및 이후 버전 기기에서 작동한다.
사람들은 텔레그램 내에 구현된 IFTTT를 통해 양방향 상호 작용으로 사물 인터넷 (IoT) 서비스를 사용할 수 있다.

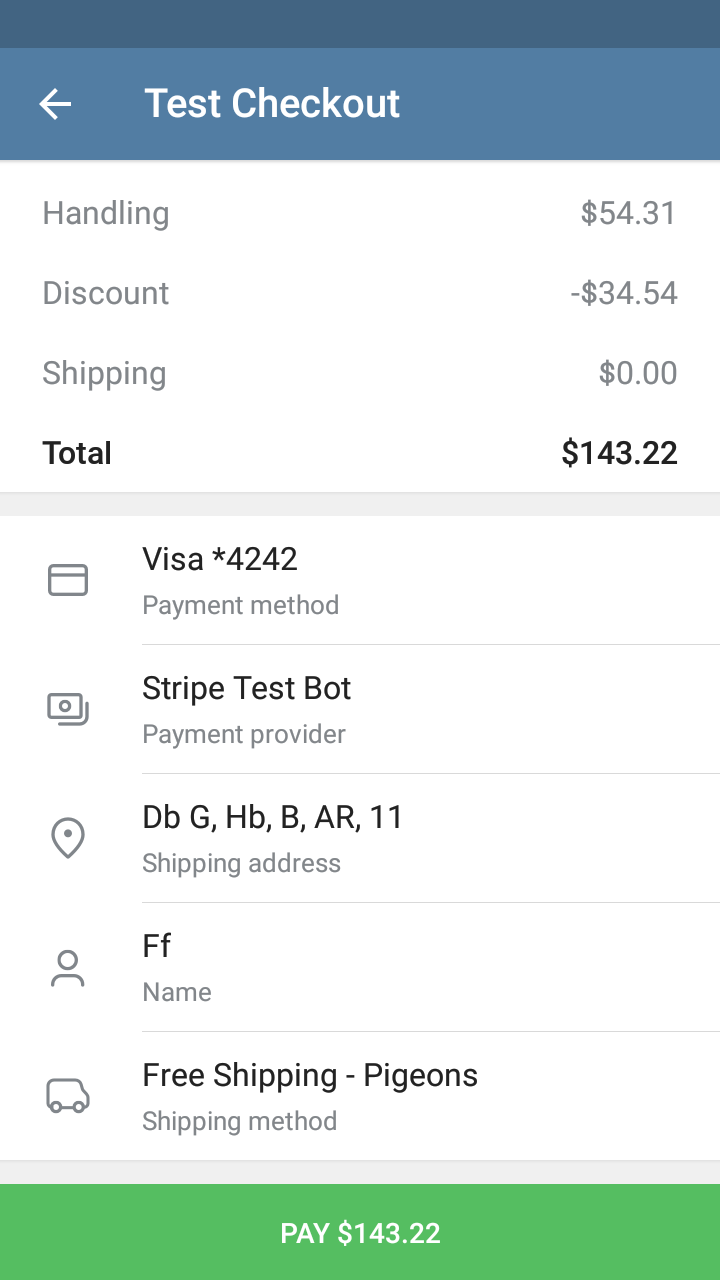
테스트 주문 영수증

2021년 4월, Payment 2.0 업그레이드를 통해 Sberbank, Tranzoo, Payme, CLICK, LiqPay, ECOMMPAY와 같은 타사 서비스를 사용하여 신용카드 정보를 처리하는 봇 결제를 모든 채팅 내에서 가능하게 했다.
2018년 2월, 텔레그램은 텔레그램 로그인이라는 소셜 로그인 기능을 사용자들에게 출시했다. 이 기능은 웹사이트 위젯을 포함하여 사용자가 자신의 텔레그램 계정으로 제3자 웹사이트에 로그인할 수 있도록 한다. 게이트웨이는 사용자의 텔레그램 이름, 사용자 이름, 프로필 사진을 웹사이트 소유자에게 전송하며, 사용자의 전화번호는 숨겨진다. 이 게이트웨이는 개발자의 특정 웹사이트 도메인과 연결된 봇과 통합된다.
2021년 6월, 업데이트를 통해 새로운 봇 메뉴가 도입되어 사용자는 봇과 채팅 중 명령을 찾아보고 보낼 수 있게 되었다.
2022년 4월, 봇은 사용자 정의 인터페이스와 인라인 페이지 로딩을 지원하게 되었다. 인터페이스는 봇과 상호작용하는 동안 앱의 테마가 변경되더라도 테마에 맞게 조정될 수 있다.
2024년 10월, 텔레그램은 봇의 메시징 제한을 늘려 봇이 초당 최대 1000개의 메시지를 사용자에게 보낼 수 있도록 했다. 초당 30개라는 무료 제한을 초과하는 메시지는 텔레그램 스타를 사용하여 결제된다.
텔레그램은 2024년 12월에 제휴 프로그램을 도입하여 개발자가 자신의 봇이나 미니 앱을 위한 제휴 프로그램을 만들 수 있도록 했다. 모든 텔레그램 사용자는 제휴 프로그램에 참여할 수 있으며, 추천한 사람들이 구매한 금액의 수수료를 받아 보상을 받는다.

### 스티커, 이모지, 반응 및 효과
텔레그램은 4만 개 이상의 스티커를 보유하고 있다. 스티커는 클라우드 기반의 고해상도 이미지로, 더욱 표현적인 이모지를 제공하기 위한 것이다. 이모지를 입력하면 사용자는 해당 스티커를 대신 보낼 수 있다. 스티커는 "팩"이라는 컬렉션으로 제공되며, 하나의 이모지에 대해 여러 스티커를 제공할 수 있다. 텔레그램은 하나의 기본 스티커 팩과 함께 제공되며, 사용자는 타사 기여자가 제공하는 추가 스티커 팩을 설치할 수 있다.
한 클라이언트에서 설치된 스티커 세트는 다른 모든 클라이언트에서 자동으로 사용 가능하게 된다. 스티커 이미지는 인터넷을 통해 전송되기에 더 최적화된 WebP 파일 형식을 사용한다. 텔레그램 클라이언트는 애니메이션 이모지도 지원한다. 2022년 1월, WebM 파일 형식을 사용하며 생성에 특별한 소프트웨어 요구 사항이 없는 비디오 스티커가 추가되었다.
2019년 8월, 텔레그램은 애니메이션 이모지를 도입했는데, 이는 친숙한 이모지의 더 큰 버전으로 독특한 애니메이션을 특징으로 한다. 2021년 9월, 텔레그램은 채팅에서 전체 화면 효과를 재생하는 인터랙티브 이모지를 추가했다. 이러한 효과는 나중에 2022년 6월 프리미엄 스티커에도 사용되었고 2024년 5월에는 메시지 효과에도 사용되었다.
2022년 8월, 텔레그램은 사용자가 애니메이션 또는 정적 버전으로 자신만의 맞춤 이모지를 업로드할 수 있는 이모지 플랫폼을 출시했다. 모든 사용자가 플랫폼에 맞춤 이모지를 업로드할 수 있지만, 채팅에서 맞춤 이모지를 사용하는 것은 텔레그램 프리미엄 사용자에게만 제공된다.
텔레그램에 반응이 처음 추가된 것은 2021년이었고 프리미엄 사용자에게 더 많은 이모지 옵션을 포함하도록 확장되었다. 2022년 9월, 텔레그램은 무료 사용자에게 수십 가지 반응을 제공했으며, 이 중 일부는 이전에 프리미엄 구독자에게만 제공되던 것이었다. 새로운 반응을 수용하기 위해 반응 패널은 확장되고 재설계되었다.

### 주변 사용자 및 주변 그룹
주변 사용자는 휴대폰 GPS 위치를 켜고 연락처를 옵트인함으로써 새로운 친구를 만나는 데 도움이 될 수 있으며, 주변 그룹을 통해 사용자는 그룹에 위치 데이터를 추가하여 지역 그룹을 만들 수 있다.
2024년에는 "주변 사용자" 및 "주변 그룹" 기능이 삭제되었는데, 두로프는 "봇 및 사기꾼 문제" 때문이라고 밝혔다.

### 스토리
다른 소셜 플랫폼과 유사하게, 텔레그램 사용자는 짧은 형식의 콘텐츠인 스토리를 게시할 수 있다. 텔레그램 스토리는 듀얼 카메라 모드, 추가 개인 정보 설정, 게시 후 스토리 편집 기능, 그리고 시청 중 되감기 및 빨리 감기 기능과 같은 몇 가지 독특한 기능을 가지고 있다.

### 프리미엄 기능
텔레그램 프리미엄은 2022년 6월 19일 지역별 가격 책정으로 출시되었다. 이 선택 유료 구독은 사용자에게 앱 내에서 더 큰 파일 업로드, 더 빠른 다운로드 속도, 무제한 음성 메시지 전사 등과 같은 증가된 제한을 제공하며, 고정된 채팅 및 폴더 수와 같은 기타 수많은 증가도 포함한다. 프리미엄 사용자는 추가 스티커, 이모지, 반응, 그리고 특별 배지 및 채팅에서 메시지 모양을 변경할 수 있는 기능과 같은 사용자 정의 기능에 접근할 수 있다. 프리미엄 사용자는 즉석 채팅 번역 및 음성 메시지를 보낼 수 있는 사람을 제한할 수 있는 기능과 같은 추가 설정에 접근할 수 있다.
2023년 현재 텔레그램 프리미엄은 애플과 구글을 통해 인앱 구매, 텔레그램의 @PremiumBot을 통한 직접 구매, 또는 Fragment 플랫폼에서 암호화폐로 구매할 수 있다. 사용자는 자신을 위해 구독을 구매하거나, 다른 사람에게 선물로 보낼 구독을 구매할 수 있다. 프리미엄 구독은 공식 채널 경품을 통해 당첨될 수도 있는데, 이 경우 텔레그램 채널은 특정 수의 프리미엄 구독을 미리 구매하여 구독자에게 무작위로 증정한다.

## 관련 플랫폼

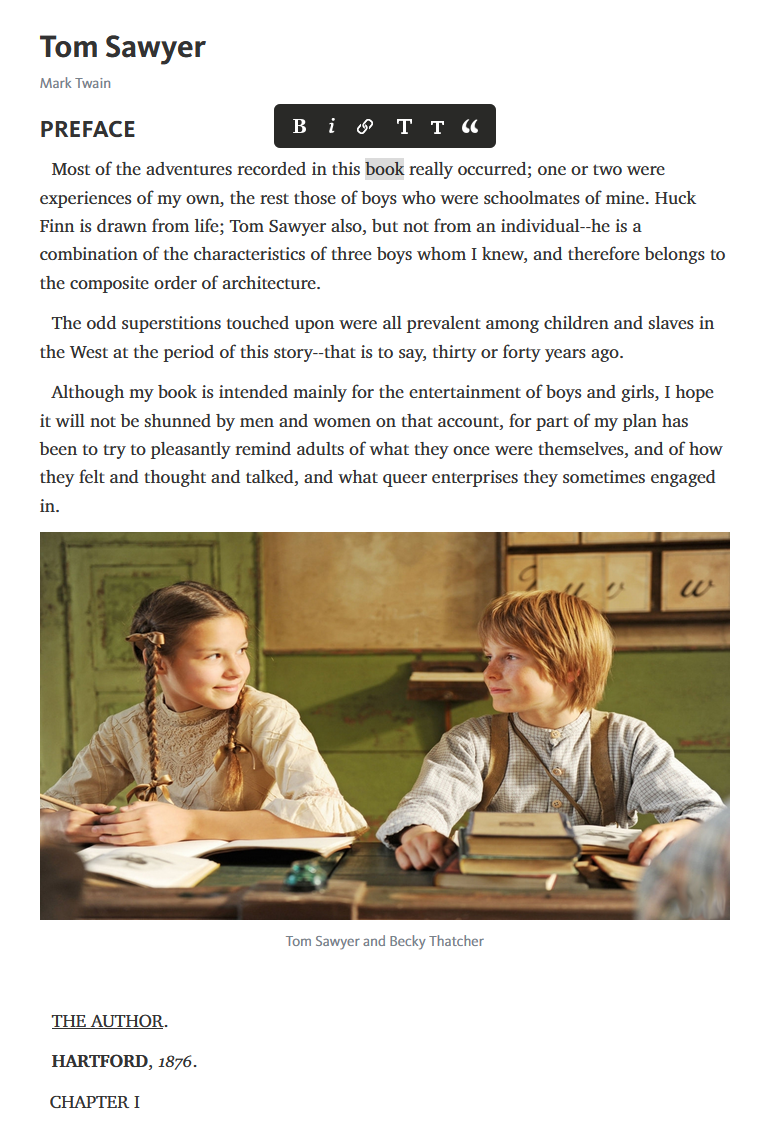
텔레그래프 기사

사람들은 텔레그램 계정을 사용하여 Telegraph에서 기사를 작성할 수 있다. Telegraph는 미니멀리즘 텍스트 편집기 및 게시 도구이다. Telegraph에 익명으로 기사를 게시할 수도 있지만, 계정에 연결하면 나중에 조회수를 확인하고 편집할 수 있다. Telegraph는 기본적으로 Instant View를 지원하며, 이는 사용자가 외부 브라우저를 열지 않고도 채팅에서 전체 기사를 로드 시간 없이 읽을 수 있는 기능이다.
기사가 처음 게시될 때 URL은 자동으로 제목에서 생성된다. 라틴 문자가 아닌 문자는 음역되고, 공백은 하이픈으로 대체되며, 게시 날짜가 주소에 추가된다. 예를 들어, 11월 17일에 게시된 "Telegraph (블로그 플랫폼)"이라는 제목의 기사는 /Telegraph-blog-platform-11-17이라는 URL을 받게 된다.
텍스트 서식 지정 옵션도 최소한이다. 두 단계의 제목, 단일 수준 목록, 굵게, 기울임꼴, 인용문 및 하이퍼링크가 지원된다. 작성자는 페이지에 이미지와 비디오를 최대 5MB까지 업로드할 수 있었지만, 2024년 9월부터 비활성화되었다. 작성자가 YouTube, Vimeo 또는 Twitter 링크를 추가하면, 서비스는 해당 콘텐츠를 기사에 직접 포함할 수 있도록 허용한다.
2018년 2월, 텔레그램은 텔레그램 로그인이라는 소셜 로그인 기능을 사용자들에게 출시했다. 이 기능은 웹사이트 위젯을 포함하여 사용자가 자신의 텔레그램 계정으로 제3자 웹사이트에 로그인할 수 있도록 한다. 게이트웨이는 사용자의 텔레그램 이름, 사용자 이름, 프로필 사진을 웹사이트 소유자에게 전송하며, 사용자의 전화번호는 숨겨진다. 이 게이트웨이는 개발자의 특정 웹사이트 도메인과 연결된 봇과 통합된다.
2018년 7월, 텔레그램은 실명 인증이 필요한 플랫폼을 위해 온라인 인증 및 신원 관리 시스템인 텔레그램 패스포트를 도입했다. 사용자는 여권, 신분증, 운전면허증 등 자신의 공식 문서를 업로드해야 한다. 온라인 서비스가 이러한 신분증명서와 확인을 요구할 때, 사용자의 허가를 받아 정보를 플랫폼으로 전달한다. 텔레그램은 데이터에 접근할 수 없으며, 플랫폼은 인증된 수신자와만 정보를 공유할 것이라고 밝혔다. 그러나 이 서비스는 온라인 무차별 대입 공격에 취약하다는 비판을 받았다.
2020년 12월, 텔레그램은 버그 및 제안 플랫폼을 출시했다. 여기서 사용자는 버그 보고서와 새로운 기능에 대한 제안 카드를 제출할 수 있다. 그러면 다른 사용자들이 해당 카드에 투표하고 댓글을 달 수 있다.
2024년 10월, 텔레그램은 텔레그램 게이트웨이라는 인증 플랫폼을 출시하여 타사 서비스가 텔레그램을 통해 인증 코드를 전송하여 사용자를 인증할 수 있도록 했다.

## xAI
2025년, xAI는 텔레그램과 3억 달러 규모의 프로그램을 체결하여 Grok이 텔레그램 내에서 모든 기능을 제공할 수 있도록 했다. 이 금액은 현금과 xAI 지분을 조합하여 지급되었다.

## 사업
회사는 설립 CEO인 파벨 두로프가 VK 지분 매각 후 개인 자금으로 처음 지원되었다. 2018년 1월, 비공개 배정을 시작하여 클라이너 퍼킨스, 세쿼이아 캐피털, 벤치마크와 같은 투자자들로부터 17억 달러를 모금했다. TON 프로젝트가 중단된 후, 회사는 2018년과 2019년 초 프로젝트가 활성화되어 있는 동안 개발에 사용되지 않은 투자자들에게 돈을 상환해야 했다.
2021년 3월 15일, 텔레그램은 10억 달러 규모의 5년 만기 공모채를 발행했다. 이 자금은 2018년에 Gram 토큰 선물 계약을 구매한 투자자들에게 지급해야 할 4억 3천 3백만 달러를 포함한 6억 2천 5백 7십만 달러의 부채를 충당하는 데 필요했으며, 여기에는 데이비드 야코바시빌리와 같은 구매자들도 포함되었다. 3월 23일, 텔레그램은 아부다비의 무바달라 투자 회사와 아부다비 카탈리스트 파트너스에 추가로 1억 5천만 달러 규모의 채권을 매각했다.
다음 날, 무바달라 투자 회사는 러시아-아랍에미리트 공동 투자 플랫폼을 통해 러시아의 국부 펀드가 전환 사채 구매에 참여했다고 밝혔다. 텔레그램 대변인은 "RDIF는 우리가 채권을 판매한 투자자 목록에 없다. 우리는 이 펀드와의 어떤 거래에도 개방적이지 않을 것"이라며 "무바달라를 포함한 투자 펀드들은 RDIF가 그들의 LPs [제한된 파트너]에 속하지 않는다고 우리에게 확인해주었다"고 말했다. 계약에 따르면, 회사가 공개 IPO를 진행할 경우 채권 보유자에게 10% 할인된 가격으로 주식으로 전환할 수 있는 옵션이 제공된다.
두로프는 이번 움직임이 "텔레그램이 가치를 고수하고 독립성을 유지하면서 전 세계적으로 계속 성장할 수 있도록" 하기 위한 것이라고 밝혔다. 언론 보도에 따르면, 채권 발행 전에 두로프는 회사 지분 5~10%에 대한 투자 제안과 여러 미공개 제안을 거절했으며, 회사의 가치는 300억~400억 달러로 평가되었다. 2024년 3월, 텔레그램은 추가로 3억 3천만 달러 상당의 채권을 매각했다. 두로프는 이 채권 판매가 "우리 산업의 '골리앗'에 도전할 수 있는 독립적인 플랫폼으로서의 우리의 입지를 더욱 공고히 할 것"이라고 말했다.

### 광고 및 수익화
텔레그램은 개인 채팅에서 광고를 제공하지 않을 것이라고 밝혔다. 2020년 말, 두로프는 회사가 자체 광고 플랫폼을 개발 중이며, 이미 일반 메시지 형태로 광고를 판매 및 표시하고 있는 공개 일대다 채널에 비타겟 광고를 통합할 것이라고 발표했다. 텔레그램의 "스폰서 메시지" 플랫폼의 광고는 2021년 10월부터 1,000명 이상의 팔로워를 가진 채널에 나타나기 시작했다.
2020년 말, 두로프는 텔레그램이 기업 고객을 대상으로 하는 유료 기능 추가를 고려할 것이라고 발표했다. 그에 따르면, 이러한 기능은 더 많은 대역폭을 필요로 하며, 추가 비용은 기능 가격으로 충당될 것이며, 일반 사용자에게 발생하는 일부 비용도 충당할 것이라고 한다.
2024년 6월, 텔레그램은 App Store 및 Play Store 정책을 준수하여 디지털 상품 및 서비스의 인앱 구매를 촉진하기 위해 텔레그램 스타즈를 출시했다. 스타즈 출시 후 텔레그램은 채널에서 미디어를 잠금 해제하거나 다른 사용자에게 선물을 구매하는 데 스타즈를 사용할 수 있도록 하는 등 기능에 대한 몇 가지 업데이트를 발표했다.
2024년 12월, 텔레그램 CEO 파벨 두로프는 프리미엄 구독 및 텔레그램 광고 판매의 상당한 성장과 2024년 내내 출시된 기타 수익화 기능 덕분에 텔레그램이 수익을 창출했다고 발표했다.

### TON 텔레그램 오픈 네트워크
2017년, 광고 없이 텔레그램의 수익화를 시도하기 위해 회사는 "디 오픈 네트워크"(The Open Network) 또는 "텔레그램 오픈 네트워크"(Telegram Open Network, TON) 및 자체 암호화폐 "Gram"이라는 블록체인 플랫폼 개발을 시작했다. 이 프로젝트는 2017년 12월 중순에 발표되었고 132페이지 분량의 기술 백서가 2018년 1월에 공개되었다. TON의 코드는 파벨 두로프의 형제인 니콜라이 두로프, 텔레그램의 MTProto 프로토콜 핵심 개발자가 개발했다. 2018년 1월, TON 블록체인에 대한 23페이지 분량의 백서와 상세한 132페이지 분량의 기술 백서가 공개되었다.
두로프는 기존 텔레그램 사용자 기반으로 TON을 구동하고, 이를 분산형 위챗, 구글 플레이, 앱 스토어와 유사한 앱 및 서비스를 위한 가장 큰 블록체인 및 플랫폼으로 만들 계획이었다. 게다가 TON은 확장성과 초당 수백만 건의 트랜잭션을 지원하는 능력 때문에 비자와 마스터카드의 분산형 대안이 될 잠재력을 가지고 있었다. 2018년 1월과 2월, 회사는 그램 선물 계약의 비공개 판매를 진행하여 약 17억 달러를 모금했다. 공개 공모(ICO)는 이루어지지 않았다.
TON의 개발은 완전히 독립적으로 진행되었으며, 출시는 여러 번 연기되었다. 테스트 네트워크는 2019년 1월에 출시되었다. TON 메인 네트워크의 출시는 10월 31일로 예정되어 있었다. 10월 30일, 미국 증권거래위원회는 그램의 초기 구매자에게 배포하는 것을 막기 위해 임시 제한 명령을 받았다. 규제 당국은 텔레그램이 사용한 법적 계획을 초기 구매자가 인수자 역할을 하는 미등록 증권 발행으로 간주했다.
텔레그램 대 SEC 사건을 심리한 판사 P. 케빈 캐스텔은 결국 SEC의 주장에 동의했으며 그램 배포에 대한 제한을 유지했다. 이 금지 조치는 미국 외 구매자에게도 적용되었는데, 이는 텔레그램이 사용자의 익명성이 TON의 핵심 기능 중 하나였기 때문에 2차 시장에서 그램의 미국 시민 재판매를 막을 수 없었기 때문이었다. 그 후 두로프는 텔레그램의 TON에 대한 적극적인 참여를 중단한다고 발표했다. 6월 26일, 판사는 텔레그램과 SEC 간의 합의를 승인했다. 회사는 1,850만 달러의 벌금을 지불하고 그램 구매자에게 12억 2천만 달러를 반환하는 데 동의했다. 2021년 3월, 텔레그램은 부채를 충당하고 앱의 추가 성장을 위해 채권 발행을 시작했다.

## 비판
텔레그램은 사적인 통신 수단과 대규모 그룹 및 채널을 가진 소셜 미디어 플랫폼의 혼합된 성격 때문에, 그리고 폭력 선동, 불법 포르노그래피 및 사기를 제외한 콘텐츠에 대한 최소한의 제한 때문에, 조직이나 대규모 그룹이 모집 및 의제 전파에 플랫폼을 사용하기도 한다. 앱의 조직적 사용은 벨라루스, 러시아, 홍콩 및 이란의 친민주주의 시위와 관련이 있으며, 억압적인 정권에서의 국가 선전 및 폭력적인 수사의 확산, 극단주의적 견해의 조장, 정부 기관 및 민간 기업이 제공하는 서비스의 디지털화와도 관련이 있다.
이 앱은 ISIS, 프라우드 보이스, 미얀마 군부와 같은 폭력 조직이 회원들 간의 사적인 소통과 채널 게시물을 통한 공개적인 소통에 앱을 사용하고 있기 때문에 수많은 연구 기관과 인터넷 모니터링 기관으로부터 비판을 받아왔다. 텔레그램은 아동 학대 및 테러 관련 채널과 같은 불법 콘텐츠를 금지하기 위해 상당한 노력을 기울였고, 플랫폼에서 IS의 존재를 제거하기 위한 유로폴과의 파트너십도 포함되었지만, 극좌 및 극우 극단주의 사용자 커뮤니티는 여전히 앱에서 발견된다. 이러한 콘텐츠는 텔레그램이 플랫폼에서 잘못된 정보를 허용하는 것과 일반적으로 관련이 있다. 설립자이자 CEO인 파벨 두로프에 따르면, "음모론은 내용이 중재자에 의해 제거될 때마다 더욱 강화될 뿐이다."
2024년 9월, 텔레그램은 수색 영장이나 기타 유효한 법적 요청이 있는 당국에 사용자 IP 주소와 전화번호를 제공하기 시작할 것이라고 발표했다.

### 무장 단체의 사용
2015년 9월, ISIS의 텔레그램 사용에 대한 질문에 파벨 두로프는 "궁극적으로 사생활, 그리고 우리의 사생활권은 테러리즘과 같은 나쁜 일이 일어날 것이라는 우리의 두려움보다 더 중요하다고 생각한다"고 밝혔다. 두로프는 테러리스트들이 의사소통에 단어를 사용하기 때문에 단어를 금지할 것을 비꼬아 제안했다.
ISIS는 추종자들에게 앱을 추천하며 텔레그램을 모집 시도에 사용했다. 프랑스에서는 테러 행위에 대한 초기 조사에서 가해자들이 텔레그램을 사용하여 소통한 것으로 드러났지만, 후속 연구에서는 앱 사용 정도가 "불분명하다"고 제시되었다. 2016년 12월부터 텔레그램은 @ISISwatch라는 공식 채널에 테러 관련 콘텐츠에 대한 일일 중재 통계를 게시하기 시작했다. 텔레그램이 플랫폼에서 ISIS 관련 콘텐츠를 제거하려는 노력에 따라, 테러 조직은 모집 그룹을 다크 웹으로 옮겼으며, 미국 관계자들은 텔레그램의 테러 콘텐츠 제거 노력이 ISIS를 플랫폼에서 제거하는 데 특히 효과적이었다고 언급했다.
2023년, 사우디아라비아의 극단주의 이념 퇴치 국제 센터(Etidal)는 텔레그램과의 협력을 통해 2022년부터 5,900만 개 이상의 극단주의 콘텐츠가 플랫폼에서 제거되었다고 보고했다.
2020년 내내 이란 혁명 수비대는 그룹과 채널을 사용하여 이라크와 이란 시민들을 협박하고 플랫폼에서 선전 게시물을 공유했다. 2021년 미얀마 쿠데타 이후, 텔레그램 채널은 군부에 의해 선전을 유포하고 친민주주의 단체에 대한 허위 정보 캠페인을 조직하는 데 사용되었다. 유엔 인권최고대표사무소의 이러한 남용 방지 요청에 따라 텔레그램은 미얀마 군대와 관련되거나 지원하는 13개 계정을 차단했다고 보고했다.
2023년 4월 26일, 텔레그램은 브라질 전역에서 일시적으로 정지되었고, 플랫폼에서 신나치 활동에 대한 연방 경찰 수사에 협조하지 않아 하루에 100만 브라질 헤알의 벌금이 부과되었다. 당국은 반유대주의 텔레그램 그룹 두 곳에 대한 개인 데이터 요청에 텔레그램이 부분적으로만 응한 것을 고의적인 협조 부족으로 간주했다. 이 결정은 일련의 폭력적인 학교 공격 이후 내려졌으며, 최소한 한 건의 사건은 반유대주의 그룹 내에서의 교류와 관련이 있었다. 텔레그램 CEO는 요청된 데이터를 기술적으로 얻을 수 없다고 밝혔다. 연방 법원은 3일 후 정지를 해제했지만, 일일 벌금은 유지했다. 12일 후, 텔레그램은 사용자들에게 승인 예정인 온라인 허위 정보 방지 법안인 브라질 의회 법안 2630호가 국내의 표현의 자유를 종식시킬 것이라고 밝혔다.
텔레그램의 극우 및 백인 우월주의 커뮤니티는 크라이스트처치 및 할레 총격 사건의 비디오를 그룹과 채널에 유포했는데, 원본 라이브 스트림은 트위치에서 삭제된 후였다. 영국 극우 출판물 TR.news는 여러 번의 플랫폼 제거를 겪은 후 텔레그램 채널을 통해 게시물을 확산시켰고, 전략적 대화 연구소는 아일랜드 극우 단체가 2019년에서 2020년 사이에 크게 성장했다고 보고했다. 그러나 옥스포드 대학교의 연구에 따르면, 텔레그램이 검색 기능에 정렬 알고리즘을 사용하지 않기 때문에 많은 그룹은 불분명하고 작게 남아있는 반면, 일부 선택된 그룹은 많은 관심을 받는다.

### 불법 포르노그래피
텔레그램은 불법 포르노그래피와 아동 포르노를 유포하는 데 사용되었다. 텔레그램의 내부 신고 시스템에는 그룹 및 채널 내 특정 메시지를 포함하여 아동 학대 콘텐츠를 신고하는 옵션이 있다. 회사는 "아동 학대 중지"라는 인증된 채널을 운영하며, 불법 자료 공유로 차단된 그룹 및 채널 수에 대한 일일 통계를 게시한다. 또한 아동 학대 관련 콘텐츠 신고 전용 이메일 주소도 제공한다.
2021년 1월, 북마케도니아 언론 매체들은 현재 금지된 텔레그램 그룹 "공개방"("Јавна соба")이 7,000명 이상의 회원들을 가지고 있으며, 여성들의 누드 사진을 공유하는 데 사용되었다고 보도했다. 이들 여성들은 종종 십대 소녀들이었다. 공유된 사진 외에도 익명의 계정들은 여성들의 전화번호와 소셜 미디어 프로필을 포함한 개인 정보를 공유하며, 그룹 회원들에게 여성들에게 연락하여 성적인 호의를 요구하도록 부추겼다.
이는 여성들의 사전 동의나 지식 없이 이루어졌으며, 심각한 대중적 반발과 그룹 폐쇄 요구를 불러일으켰다. 북마케도니아의 스테보 펜다로프스키 대통령과 조란 자에프 총리는 텔레그램에 즉각적인 조치를 요구하며, 조치가 취해지지 않을 경우 국내 앱 접근을 완전히 제한하겠다고 위협했다. 그룹은 사용자 및 언론의 신고 후 차단되었지만, 공식적인 발표는 없었다.
2024년 8월, BBC가 발표한 조사에 따르면, 텔레그램은 미국 기반의 National Center for Missing & Exploited Children (NCMEC)이나 영국 기반의 Internet Watch Foundation (두 비영리 NGO)의 가입 요청에 응답하지 않았다. 텔레그램은 BBC의 보도에 대해 "아동 학대 자료를 포함한 유해 콘텐츠를 플랫폼에서 선제적으로 중재하고 있다"며, 중재가 "산업 표준 내에 있으며 지속적으로 개선되고 있다"고 밝혔다.
2024년 8월, 한겨레의 고나린 기자는 생성형 인공지능을 사용하여 급우와 교사의 딥페이크 포르노 이미지를 만든 10대들의 텔레그램 채팅방을 폭로했다.

### 봇 남용
공공 조직 "전자 민주주의"의 볼로디미르 플렌츠 회장은 2020년 5월 11일, 우크라이나 시민들의 개인 데이터를 판매하는 텔레그램 봇이 웹에 나타났다고 발표했다. 이 봇은 Diia 애플리케이션에 등록된 2,600만 명의 우크라이나인 데이터를 포함하는 것으로 추정된다. 그러나 미하일로 페도로프 디지털 변환 부총리 겸 장관은 앱에서 어떤 데이터도 유출되지 않았다고 부인했다. 25명의 범죄 활동이 확인되었고 30개의 데이터베이스 사본이 압수되었다.
2020년, 딥페이크 포르노그래피를 게시한 텔레그램 봇이 애플에 의해 차단되었다. 같은 해, 텔레그램은 아동 학대 및 테러 관련 콘텐츠를 포함한 35만 개 이상의 봇과 채널을 차단했다고 보도되었다.
2021년, 페이스북에서 유출된 전화번호를 판매하는 봇이 발견되었다.

### 사기성 일자리
텔레그램은 플랫폼에서 사기를 막지 못했다는 비판을 받았다. 가장 흔한 사기 방식은 사기꾼이 의심 없는 사용자에게 메시지를 보내 일련의 작업으로 구성된 온라인 부업을 제안하는 것이다. 사기꾼들은 다양한 속임수를 사용하여 사용자들이 높은 수익을 기대하며 "선불 작업"에 돈을 입금하도록 유인한다.
2023년 7월, 하이데라바드 경찰은 텔레그램의 "선불 작업"과 관련하여 1년도 채 안 되어 15,000명의 인도 시민이 7억 1,200만 루피를 사기당한 사건을 적발했다. 사이버 범죄 경찰의 자금 추적 조사 결과, 이 사기는 중국에서 시작되었으며, 머니 뮬들이 암호화폐 지갑을 통해 자금을 세탁한 것으로 드러났다.
2023년 9월, 싱가포르 경찰청은 올해 초부터 6,600명 이상의 싱가포르인이 텔레그램과 WhatsApp에서 선불 일자리 사기에 9,680만 싱가포르 달러 이상을 잃었다고 밝혔다.

### 저작권 침해
2024년 3월, 스페인의 아우디엔시아 나시오날 판사는 스페인에서 텔레그램의 일시적 차단을 명령했다. 이 명령은 미디어 조직인 미디어셋 에스파냐, 아트레스미디어, 모비스타 플루스+가 텔레그램이 사용자들이 자신들의 동의 없이 저작권이 있는 콘텐츠를 공유하도록 허용했다고 주장하는 불만 제기에 따른 것이었다. 며칠 후, 반복적인 비판에 따라 같은 판사는 이 조치가 사용자에게 미칠 영향에 대한 경찰 보고서가 나올 때까지 명령을 유보했다. 결국 판사는 이 명령이 "불균형하다"고 판단하여 취소했다.

### 마약 거래
최근 몇 년 동안 텔레그램은 불법 마약을 사고파는 데 더 인기를 끌었다. 2024년 사회학 컴패스는 이러한 마약 거래 경향을 탐구하는 논문을 발표했다.

### 사용자 수
2024년 8월, 텔레그램이 정확한 사용자 수를 제공하지 못하여 EU 디지털 규정을 위반했는지 여부를 판단하기 위한 EU 조사가 시작되었다. 텔레그램은 2024년 2월에 EU에 4,100만 명의 사용자가 있다고 밝혔다. EU의 DSA에 따라 텔레그램은 8월에 업데이트된 숫자를 제공해야 했지만, 그렇게 하지 못하고 "EU의 월 평균 활성 수신자가 4,500만 명보다 훨씬 적다"고만 밝혔다.

## 평가
채널은 아놀드 슈워제네거와 스눕 독 같은 유명인사와 프랑스 대통령 에마뉘엘 마크롱, 전 브라질 대통령 자이르 보우소나루, 튀르키예 대통령 레제프 타이이프 에르도안, 몰도바 대통령 마이아 산두, 우크라이나 대통령 볼로디미르 젤렌스키, 전 멕시코 대통령 안드레스 마누엘 로페스 오브라도르, 전 싱가포르 총리 리셴룽, 우즈베키스탄 대통령 샵카트 미르지요예프, 전 중화민국 총통 차이잉원, 에티오피아의 총리 아비 아머드, 이스라엘 총리 베냐민 네타냐후 등 정치인들이 사용했다.

### 보안
텔레그램의 보안 모델은 암호화 전문가들로부터 상당한 비판을 받았다. 이들은 수정되지 않은 기본 일반 보안 모델이 모든 연락처, 메시지 및 미디어를 암호 해독 키와 함께 서버에 지속적으로 저장하며, 메시지에 단대단 암호화를 기본적으로 활성화하지 않는다는 점을 비판했다. 파벨 두로프는 이것이 타사의 불안정한 백업을 방지하고 사용자가 모든 장치에서 메시지와 파일에 접근할 수 있도록 돕기 위함이라고 주장했다. 또한 텔레그램의 자체 설계 암호화 프로토콜 사용에 대한 비판도 있었다.
2020년 12월, "Telegram의 MTProto 2.0 자동 상징적 검증"이라는 제목의 연구가 발표되어 업데이트된 MTProto 2.0의 보안을 확인하고 여러 이론적 취약점을 지적하며 검토했다. 이 논문은 "MTProto 2.0의 인증, 일반 채팅, 종단간 암호화 채팅 및 키 재설정 메커니즘의 건전성에 대한 인증, 무결성, 기밀성 및 완전 전방향 보안을 포함한 여러 보안 속성에 대한 완전 자동화된 증명"을 제공하며 "MTProto 2.0의 형식적 정확성을 증명한다". 이는 면밀한 검토 부족에 대한 우려를 부분적으로 해소하면서 프로토콜의 최신 버전의 형식적 보안을 확인한다.
데스크톱 클라이언트(macOS 클라이언트 제외)는 단대단 암호화 메시지 옵션을 제공하지 않는다. 사용자가 데스크톱 애플리케이션에서 로컬 비밀번호를 할당하면 데이터도 로컬에서 암호화된다. 텔레그램은 클라이언트 측 암호화를 사용하지 않는 온라인 백업이 "현재 가능한 가장 안전한 솔루션"이라고 주장하며 보편적인 단대단 암호화 부족을 옹호했다.
2016년 5월, 비평가들은 텔레그램이 "WhatsApp 및 라인과 같은 대량 시장 메신저보다 더 안전하다"는 주장을 반박했다. WhatsApp은 기본적으로 모든 트래픽에 단대단 암호화를 적용한다고 주장하고 "선도적인 보안 전문가들이 검토하고 승인한" 시그널 프로토콜을 사용하는 반면, 텔레그램은 둘 다 하지 않고 모든 메시지, 미디어 및 연락처를 클라우드에 저장하기 때문이다. 2016년 7월부터 라인도 기본적으로 모든 메시지에 단대단 암호화를 적용했지만, 리플레이 공격에 취약하고 클라이언트 간에 전방향 비밀성이 부족하다는 비판도 받았다.
2013년, 러시아 프로그래밍 웹사이트인 하브르의 한 저자는 MTProto의 첫 번째 버전에서 취약점을 발견했는데, 이는 공격자가 중간자 공격을 수행하여 피해자가 변경된 키 지문으로 경고를 받지 못하게 할 수 있는 취약점이었다. 이 버그는 출판 당일 수정되었으며, 저자에게 10만 달러의 상금이 지급되었고 텔레그램의 공식 블로그에 성명이 발표되었다.
2014년 2월 26일, 독일 소비자 단체인 슈티프퉁 바렌테스트는 텔레그램을 포함한 인기 있는 인스턴트 메시징 클라이언트의 여러 데이터 보호 측면을 평가했다. 고려된 측면에는 데이터 전송의 보안, 서비스 이용 약관, 소스 코드의 접근성, 앱의 배포가 포함되었다. 텔레그램은 전체적으로 '문제적'(kritisch)으로 평가되었다. 이 단체는 텔레그램의 보안 채팅과 부분적으로 자유로운 코드에 대해서는 호의적이었지만, 연락처 데이터를 텔레그램 서버로 의무적으로 전송하는 것과 서비스 웹사이트에 임프린트나 주소가 없는 것을 비판했다. 메시지 데이터는 장치에 암호화되어 있지만, 소스 코드 부족으로 전송을 분석할 수 없다고 언급했다.
전자 프런티어 재단 (EFF)은 2015년 2월 '보안 메시징 점수표'에 텔레그램을 등재했다. 텔레그램의 기본 채팅 기능은 점수표에서 7점 만점에 4점을 받았다. 이는 전송 중 통신 암호화, 독립적인 검토를 위한 코드 공개, 보안 설계의 적절한 문서화, 최근 독립적인 보안 감사 완료에 대한 점수를 받았다. 텔레그램의 기본 채팅 기능은 공급자가 접근할 수 없는 키로 통신이 암호화되지 않은 점, 사용자가 연락처의 신원을 확인할 수 없는 점, 암호화 키가 도난당할 경우 과거 메시지가 안전하지 않은 점 때문에 감점을 받았다. 단대단 암호화를 제공하는 텔레그램의 선택적 비밀 채팅 기능은 점수표에서 7점 만점에 7점을 받았다. EFF는 이 결과가 "개별 도구에 대한 승인이나 보안 보장을 의미하는 것으로 해석되어서는 안 된다"며, 단지 프로젝트가 "올바른 방향으로 나아가고 있다"는 지표일 뿐이라고 밝혔다.
2015년 12월, 오르후스 대학교의 두 연구원이 보고서를 발표하여 MTProto 1.0이 선택 암호문 공격(IND-CCA) 하의 비구별성이나 인증된 암호 방식을 달성하지 못했음을 입증했다. 연구원들은 이 공격이 이론적인 성격이며 "공격을 완전한 평문 복구 공격으로 전환할 어떤 방법도 찾지 못했다"고 강조했다. 그럼에도 불구하고, 그들은 "더 안전하고 (최소한 효율적인) 솔루션이 존재하는데도 [텔레그램]이 덜 안전한 암호화 체계를 사용해야 할 이유를 찾지 못했다"고 말했다. 텔레그램 팀은 이 결함이 메시지 보안에 영향을 미치지 않는다고 응답했으며 "향후 패치에서 이 우려를 해결할 것"이라고 밝혔다. 2017년 12월에 출시된 텔레그램 4.6은 이제 IND-CCA 조건을 충족하는 MTProto 2.0을 지원한다. MTProto 2.0은 자격 있는 암호학자들에게 텔레그램 보안에 대한 큰 개선으로 평가받고 있다.
2016년 4월, 여러 러시아 야당 의원의 계정이 로그인 인증에 사용되는 SMS 메시지를 가로채는 방식으로 탈취되었다. 이에 텔레그램은 선택적 2단계 인증 기능 사용을 권장했다. 2016년 5월, 언론인 보호 위원회와 전자 프런티어 재단의 선임 변호사 네이트 카르도조는 "기본적으로 종단 간 암호화가 부족하고, 매튜 그린을 포함한 암호학 연구자들로부터 공개적으로 비판받아온 비표준 MTProto 암호화 프로토콜을 사용한다"는 이유로 텔레그램 사용에 반대할 것을 권고했다.
2016년 8월 2일, 로이터는 이란 해커들이 10개 이상의 텔레그램 계정을 해킹하여 1,500만 명의 이란 사용자 전화번호와 관련 사용자 ID를 식별했다고 보도했다. 연구원들은 이 해커들이 로켓 키튼(Rocket Kitten)으로 알려진 그룹에 속해 있다고 말했다. 로켓 키튼의 공격은 이란의 이슬람 혁명 수비대에 귀속된 공격과 유사했다. 공격자들은 텔레그램에 내장된 프로그래밍 인터페이스를 악용했다. 텔레그램에 따르면, 이러한 대량 검사는 2016년 초에 API에 도입된 제한 사항으로 인해 더 이상 불가능하다.
로그인 SMS 메시지는 이란, 러시아, 독일에 가로채인 것으로 알려져 있으며, 이는 전화 또는 통신 회사와의 공모 가능성도 제기된다. 파벨 두로프는 "문제 있는 국가"의 텔레그램 사용자들은 이를 방지하기 위해 비밀번호를 만들어 2단계 인증을 활성화해야 한다고 말했다.
2017년 6월, 파벨 두로프는 인터뷰에서 2016년 미국 방문 당시 미국 정보기관이 텔레그램 개발자들에게 텔레그램 암호화를 약화시키거나 백도어를 설치하도록 뇌물을 주려 했다고 말했다.
2018년, 텔레그램은 모든 이란 사용자에게 텔레그램 탈라이와 핫그램 비공식 클라이언트가 안전하지 않다는 메시지를 보냈다.
2014년 3월, 텔레그램은 모든 다양한 클라이언트 애플리케이션(안드로이드, iOS, 데스크톱 등)과 서버 측 코드를 포함하여 "결국 모든 코드를 공개할 것"이라고 약속했다. 2021년 5월 현재, 텔레그램은 서버 측 소스 코드를 공개하지 않았다. 2021년 1월, 두로프는 서버 측 코드를 공개하지 않는 이유를 설명하면서 최종 사용자가 공개된 코드와 서버에서 실행되는 코드가 동일한지 확인할 수 없다는 점과 서버 코드를 획득하여 경쟁사를 없앨 수 있는 인스턴트 메시징 네트워크를 만들려는 정부의 의도와 같은 이유를 언급했다.
2019년 6월 9일, 디 인터셉트는 현 브라질 법무부 장관이자 전 판사 세르지우 모루와 연방 검사들 간에 교환된 텔레그램 메시지를 유출했다. 가설은 모바일 장치가 SIM 스와핑으로 해킹되었거나 대상의 컴퓨터가 침해되었을 것이라는 것이다. 텔레그램 팀은 해킹 증거는 없으며, 대부분 악성 소프트웨어에 감염되었거나 2단계 인증 비밀번호를 사용하지 않았기 때문일 것이라고 트윗했다.
2019년 6월 12일, 텔레그램은 약 1시간 동안 정상적인 앱 기능을 방해하는 서비스 거부 공격을 받았다고 확인했다. 파벨 두로프는 공격에 사용된 IP 주소가 대부분 중국에서 왔다고 트윗했다.
2019년 12월, 여러 러시아 사업가들이 SMS 단일 요소 인증을 우회하는 계정 탈취 피해를 입었다. 보안 회사 Group-IB는 SS7 모바일 신호 프로토콜의 취약점, 감시 장비의 불법 사용, 또는 통신사 내부자 공격을 원인으로 지목했다.
2020년 3월 30일, 이란 사용자 ID와 전화번호가 포함된 4,200만 건의 기록을 담고 있는 일래스틱서치 데이터베이스가 암호 없이 온라인에 노출되었다. 이 계정들은 텔레그램이 아닌 텔레그램의 비공식 버전에서 추출되었는데, 이는 정부가 승인한 포크로 보인다. 데이터베이스가 삭제되기까지 11일이 걸렸지만, 연구원들은 이 데이터가 다른 당사자들, 즉 정보를 전문 포럼에 보고한 해커에 의해 접근되었다고 밝혔다.
2020년 9월, 이란의 램패트키튼(RampantKitten) 첩보 그룹이 텔레그램에서 반체제 인사들을 상대로 피싱 및 감시 캠페인을 벌였다고 보고되었다. 이 공격은 사람들이 악성 코드가 포함된 파일을 어떤 출처에서든 다운로드하는 것에 의존했으며, 일단 다운로드되면 장치에 있는 텔레그램 파일을 대체하고 세션 데이터를 '복제'한다. 전 국방부 계약자 데이비드 월포프는 이 공격의 약점이 장치 자체이지 영향을 받는 앱이 아니라고 밝혔다: "최종 장치가 손상되었을 때 안전한 통신 앱이 사용자를 안전하게 보호할 방법은 없다."
2021년 7월, 로열 홀러웨이와 취리히 연방 공과대학교의 연구원들은 MTProto 프로토콜에 대한 분석을 발표했으며, 이 프로토콜이 통신을 위한 "기밀 및 무결성 보호 채널"을 제공할 수 있다고 결론 내렸다. 또한 공격자가 클라이언트에서 서버로 메시지 순서를 재정렬할 수 있는 이론적인 능력을 가지고 있지만, 공격자는 메시지 내용을 볼 수 없다는 사실도 발견했다. 몇 가지 다른 이론적인 취약점도 보고되었으며, 이에 대해 텔레그램은 키 교환에 대한 MITM 공격이 불가능하며 미래에 이를 방지하기 위해 프로토콜에 변경 사항을 상세히 설명하는 문서를 발표했다. 모든 문제는 논문 발표 전에 보안 현상금이 연구원에게 지급되면서 패치되었다.
2021년 9월, 한 러시아 연구원이 자동 삭제 기능의 버그에 대한 세부 정보를 공개했는데, 이를 통해 사용자가 자신의 기기에서 삭제된 사진을 복구할 수 있었다. 이 버그는 공개 전에 패치되었고 텔레그램 관계자는 1,000유로의 버그 현상금을 제안했다. 이 연구원은 제안과 함께 제공된 NDA에 서명하지 않고 상금을 받지 않기로 결정했으며, 버그를 공개했다.
2023년 3월, 노르웨이 국가 보안국(NSM)은 업무용 장치(특히 정부 관련 활동에 사용되는 장치)에서 텔레그램과 틱톡 사용을 권장하지 않는다고 밝혔다. 이 평가는 에밀리에 엥거 멜 법무부 및 공공 보안부 장관이 의뢰하고 지원했다. 텔레그램에 대해 보고서는 기본적으로 단대단 암호화가 부족하다는 점, 러시아 기원이라는 점, 그리고 타사 공개 출처 정보를 주요 비판점으로 언급했다.
2024년 7월, ESET은 멀티미디어에 위장된 악성 파일이 사용자에게 전송될 수 있는 취약점을 보고했다.

#### 암호화 대회
텔레그램은 자체 보안에 도전하기 위해 두 차례의 암호화 대회를 개최했다. 제3자에게 서비스의 암호화를 해독하고 두 컴퓨터 제어 사용자 간의 비밀 채팅에 포함된 정보를 공개하도록 요청했다. 각각 US$200,000와 US$300,000의 상금이 제공되었다. 이 두 대회 모두 우승자 없이 만료되었다.
경쟁 메신저 시그널의 창립자인 보안 연구원 모시 말린스파이크와 해커 뉴스의 댓글 작성자들은 첫 번째 대회가 텔레그램에게 유리하도록 조작되거나 구성되었다고 비판하며, 텔레그램의 이러한 대회의 가치에 대한 진술이 암호화의 품질을 증명하는 것은 오해의 소지가 있다고 말했다. 이는 키 스트림 추출기로 사용된 MD2 (해시 함수)와 같이 완전히 깨진 알고리즘이나 백도어가 있는 것으로 알려진 Dual EC DRBG와 같은 기본 요소로도 암호화 대회를 이길 수 없었기 때문이다.

### 검열

Map showing the countries that are either currently blocking or have blocked Telegram in the past.
현재 차단됨
이전에 차단됨

텔레그램은 이란, 중국, 브라질, 파키스탄 등 일부 정부에 의해 일시적으로 또는 영구적으로 차단되었다. 러시아 정부는 2020년에 금지를 해제하기 전까지 몇 년 동안 텔레그램을 차단했다. 회사 설립자는 이 앱이 이란과 중국의 검열에 맞서 싸우는 데 러시아에서의 앱 역할과 유사한 반검열 도구를 갖기를 원한다고 말했다. 2024년 4월 19일, 애플은 중국 앱스토어에서 텔레그램을 삭제했다.
2024년 9월, 우크라이나는 러시아의 첩보 활동에 대한 우려를 표하며 공무원, 군인, 핵심 인력이 공식 장치에서 텔레그램을 사용하는 것을 금지했다. 우크라이나 국가 안보 및 국방 위원회는 키릴로 부다노프로부터 러시아가 플랫폼에서 메시지와 사용자 데이터에 접근할 수 있다는 증거를 보고받은 후 이러한 제한을 강제했다. 안드리 코발렌코 보안 위원회 정보 대책 센터장은 이 금지 조치가 공식 장치에만 국한되며 개인 휴대폰에는 적용되지 않는다고 밝혔다.

#### 2019년 푸에르토리코 "텔레그램 게이트"
텔레그램은 당시 주지사였던 리카르도 로셀로의 사임으로 이어진 2019년 푸에르토리코 폭동의 주요 대상이었다. 로셀로와 그의 참모들 간의 그룹 채팅 수백 페이지가 유출되었다. 메시지는 저속하고 인종차별적이며 동성애 혐오적인 내용이었고, 채팅 참가자들은 잠재적인 정치적 반대자들을 표적으로 삼기 위해 언론을 어떻게 이용할지에 대해 논의했다.

#### 2021년 러시아 정치 봇 폐쇄
2021년 9월, 러시아 지방 선거에 앞서 텔레그램은 선거에 대한 정보를 유포하는 여러 봇을 정지시켰다. 여기에는 야당 및 현 대통령 블라디미르 푸틴 정부 비판자들에 의해 운영되는 봇도 포함되었다. 회사는 선거 침묵을 이유로 들었지만, 회사 CEO의 블로그 게시물은 회사가 "개발자에게 게임의 규칙을 지시하는" 애플과 구글을 따르고 있음을 암시했다. 주요 스마트 투표 봇의 차단은 크렘린 비판자이자 전 야당 지도자인 알렉세이 나발니의 동맹국들로부터 비판을 받았다. 나발니의 대변인 키라 야르미시는 봇 차단과 앱 스토어에서 전술 투표 앱의 삭제를 "민간 기업에 의해 부과된 검열"이라고 불렀다.
이후의 블로그 게시물에서 두로프는 차단이 구글과 애플의 압력으로 인한 것이며, 그들의 정책을 따르지 않으면 "수백만 명의 사용자에게 텔레그램이 즉시 폐쇄될 것"이라고 직접적으로 밝혔다. 이 게시물에는 App Store가 개발자들에게 보낸 내부 이메일 스크린샷이 포함되어 있었는데, 나발니와 관련된 콘텐츠를 삭제하라는 요구가 담겨 있었다.

#### 2022년 델리 고등법원 판결
2022년 11월 24일, 텔레그램은 델리 고등법원의 명령에 따라 국가 시험 학습 자료의 무단 공유 혐의를 받은 채널 관리자의 이름, 전화번호, IP 주소를 공개했다. 텔레그램은 자사의 지역 서버가 싱가포르에 위치하며 현지 법률이 데이터 공개를 금지하므로 어떠한 데이터도 공개될 수 없다는 주장을 법원이 기각한 이후였다.

#### 2024년 파벨 두로프 체포
2024년 8월 24일, 프랑스와 UAE 시민권을 모두 가진 파벨 두로프는 프랑스 당국에 의해 프랑스에서 체포되었고, 4일 후 불법 거래를 가능하게 하는 온라인 플랫폼 관리 공모, 아동 성적 학대물 유포, 마약 밀매 및 사기 등 광범위한 범죄에 대한 공모, 그리고 법 집행 당국에 협조 거부 혐의로 기소되었다. 두로프는 5백만 유로의 보석금을 내고 프랑스 출국이 금지되었으며, 주 2회 프랑스 경찰서에 보고하는 조건으로 석방되었다. 이 사건은 수사 및 기소 권한을 가진 특별 치안판사가 다루게 되었다.

## 나라별 상황
2014년 9월 30일 현재, 텔레그램이 국가별 앱스토어에서 전체 다운로드 순위 100위 이내인 나라를 보면 대한민국 1위, 우즈베키스탄 4위, 브루나이 16위, 말레이시아 17위 등으로 모두 16개국이다. '텔레그램'이 유독 인기를 끌고 있는 국가들은 언론 자유 지수가 평균 세계 110위권으로 저조한 것으로 나타났다.

### 대한민국
2014년 9월 16일, 박근혜 대통령은 국무회의를 통해 인터넷상에서 벌어지는 허위 사실 유포에 강력히 대처하라는 지시를 내렸다. 2014년 9월 18일, 검찰이 허위 사실 유포자에게 강력하게 대응하겠다는 방침을 밝혔다. 이후 대한민국 인터넷 메신저 사용자들이 대거 텔레그램으로 이동하여 텔레그램의 다운로드 랭킹이 급상승했다. 2014년 9월 24일 현재, 대한민국에서 무료앱 부문 111위에 불과했던 텔레그램은 1위로 뛰어올랐다.
2014년 9월 26일, 언론인 김어준은 팟캐스트 '김어준의 Papa is'를 통해 텔레그램의 안전성을 소개했다. 2014년 10월 1일, 검찰과 경찰이 정진우 노동당 부대표를 수사하는 과정에서 정진우의 사생활과 지인 3000명의 개인정보가 담긴 두 달치 카카오톡 대화록을 통째로 들여다본 사실이 확인되었다. 이후 카카오톡에서 텔레그램으로의 '망명'은 가속화되었다.
2017년 4월 14일부터 2018년 3월 20일까지 드루킹 일당이 경공모 핵심회원만 가입한 텔레그램으로 소통하며 URL 7만1000여건의 네이버 불법 댓글 작업을 했다. 송인배가 드루킹을 김경수에게 소개했는데, 모두 텔레그램으로 소통했다.
2017년 6월말부터 8개월 동안, 김지은 정무비서관(6급)에 따르면 안희정 충청남도 도지사는 그녀와 텔레그램으로 소통하며 성범죄를 저질렀다.
2018년 12월, 김태우 사건에서, 청와대 특별감찰반은 업무 프로세스에 텔레그램을 사용한다고 보도되었다. 특감반 수사관 8명이 있고, 위에 지휘하는 데스크(사무관)와 이인걸 특별감찰반장이 있다. 대체로 외부에서 밥먹다 차 마시다가 들은 얘기를 텔레그램으로 보고하면 '보고서 써봐'라는 지시가 내려오는 식이다.
2018년 11월부터 2020년 3월까지 텔레그램을 플랫폼으로 삼은 대규모 디지털 성범죄인 n번방 사건이 있었다.
검찰에서 지메일 사용을 자료 은폐 시도로 판단하여 구속 영장을 신청한 적이 있다. 같은 이유로 텔레그램 사용도 자료 은폐 시도로 판단될 수 있다.

## 같이 보기
- 알트테크
- 크로스 플랫폼 인스턴트 메신저 클라이언트 비교
- 인터넷 프라이버시
- 보안 인스턴트 메신저

## 추가 자료
- Jakobsen, Jakob; Orlandi, Claudio (2015년 12월 8일). “On the CCA (in)security of MTProto” (PDF). 《Cryptology ePrint Archive》. International Association for Cryptologic Research (IACR). 2015년 12월 12일에 원본 문서 (PDF)에서 보존된 문서. 2015년 12월 11일에 확인함.
- Miculan, Marino; Vitocolonna, Nicola (2020년 12월 5일). “Automated Symbolic Verification of Telegram's MTProto 2.0”. arXiv:2012.03141v1 [cs.CR].
- Albrecht, Martin R.; Mareková, Lenka; Paterson, Kenneth G.; Stepanovs, Igors (2021년 7월 16일). “Four Attacks and a Proof for Telegram” (PDF). 2021년 7월 16일에 원본 문서 (PDF)에서 보존된 문서. 2021년 7월 16일에 확인함.
- Abu-Salma, Ruba; Krol, Kat; Parkin, Simon; Kohl, Victoria; Kwan, Kevin; Mahboob, Jazib; Traboulsi, Zahra; Sasse, M. Angela. “The Security Blanket of the Chat World:An Analytic Evaluation and a User Study of Telegram” (PDF). 유니버시티 칼리지 런던. 2021년 2월 5일에 원본 문서 (PDF)에서 보존된 문서. 2021년 2월 7일에 확인함.
- Hannan Bin Azhar, M A; Barton, Thomas Edward Allen. “Forensic Analysis of Secure Ephemeral Messaging Applications on Android Platforms” (PDF). 캔터베리 크리스트 처치 대학교. 2021년 6월 27일에 원본 문서 (PDF)에서 보존된 문서. 2021년 2월 7일에 확인함.